# Tristam Burges
Tristam Burges (* 26. Februar 1770 in Rochester, Plymouth County, Province of Massachusetts Bay; † 13. Oktober 1853 in einem Vorort von Providence, Rhode Island) war ein US-amerikanischer Politiker. Zwischen 1825 und 1835 vertrat er den Bundesstaat Rhode Island im US-Repräsentantenhaus.

## Werdegang
Tristam Burges war der Ur-Großonkel von Theodore F. Green, der von 1933 bis 1936 Gouverneur von Rhode Island war und diesen Staat von 1937 bis 1961 im US-Senat vertrat. Er besuchte die öffentlichen Schulen seiner Heimat und brach dann ein angefangenes Medizinstudium nach dem Tod seines Vaters ab. Danach studierte er bis 1796 an der Brown University in Providence. Nach einem anschließenden Jurastudium und seiner im Jahr 1799 erfolgten Zulassung als Rechtsanwalt begann er in Providence in seinem neuen Beruf zu arbeiten.
Politisch war er damals Mitglied der Föderalistischen Partei. Im Jahr 1811 wurde er in das Repräsentantenhaus von Rhode Island gewählt. 1815 war er als Chief Justice Vorsitzender des Obersten Gerichtshofs seines Staates. Danach unterrichtete er an der Brown University das Fach Rhetorik. In den 1820er Jahren schloss sich Burges der Opposition gegen den späteren Präsidenten Andrew Jackson und dessen Demokratische Partei an und wurde in den 1830er Jahren Mitglied der aus dieser Opposition hervorgegangenen Whig Party.
1824 wurde Burges in das US-Repräsentantenhaus in Washington, D.C. gewählt. Dort löste er am 4. März 1825 Samuel Eddy ab, den er bei der Wahl geschlagen hatte. Nach vier Wiederwahlen konnte er bis zum 3. März 1835 fünf Legislaturperioden im  Kongress absolvieren. Zwischen 1825 und 1827 war er Vorsitzender des Ausschusses, der sich mit den Pensionen für die Veteranen der Amerikanischen Revolution befasste; von 1825 bis 1829 war er auch Mitglied im Ausschuss für die Rentenversorgung der Militärangehörigen. Darüber hinaus war er in den Jahren 1829 bis 1831 im Committee on Revolutionary Claims, das für Ansprüche aus der Zeit des Unabhängigkeitskrieges zuständig war. Von 1831 bis 1835 saß er dann im Ausschuss für Invalidenrenten.
Nachdem er bei den Wahlen des Jahres 1834 nicht bestätigt worden war und sein Sitz an William Sprague ging, schied Burges am 3. März 1835 aus dem Kongress aus. Im Jahr 1836 kandidierte er erfolglos für das Amt des Gouverneurs von Rhode Island. Danach arbeitete Burges wieder als Rechtsanwalt. Er starb im Jahr 1853 auf seinem Anwesen bei Providence.